# Rafał Markowski

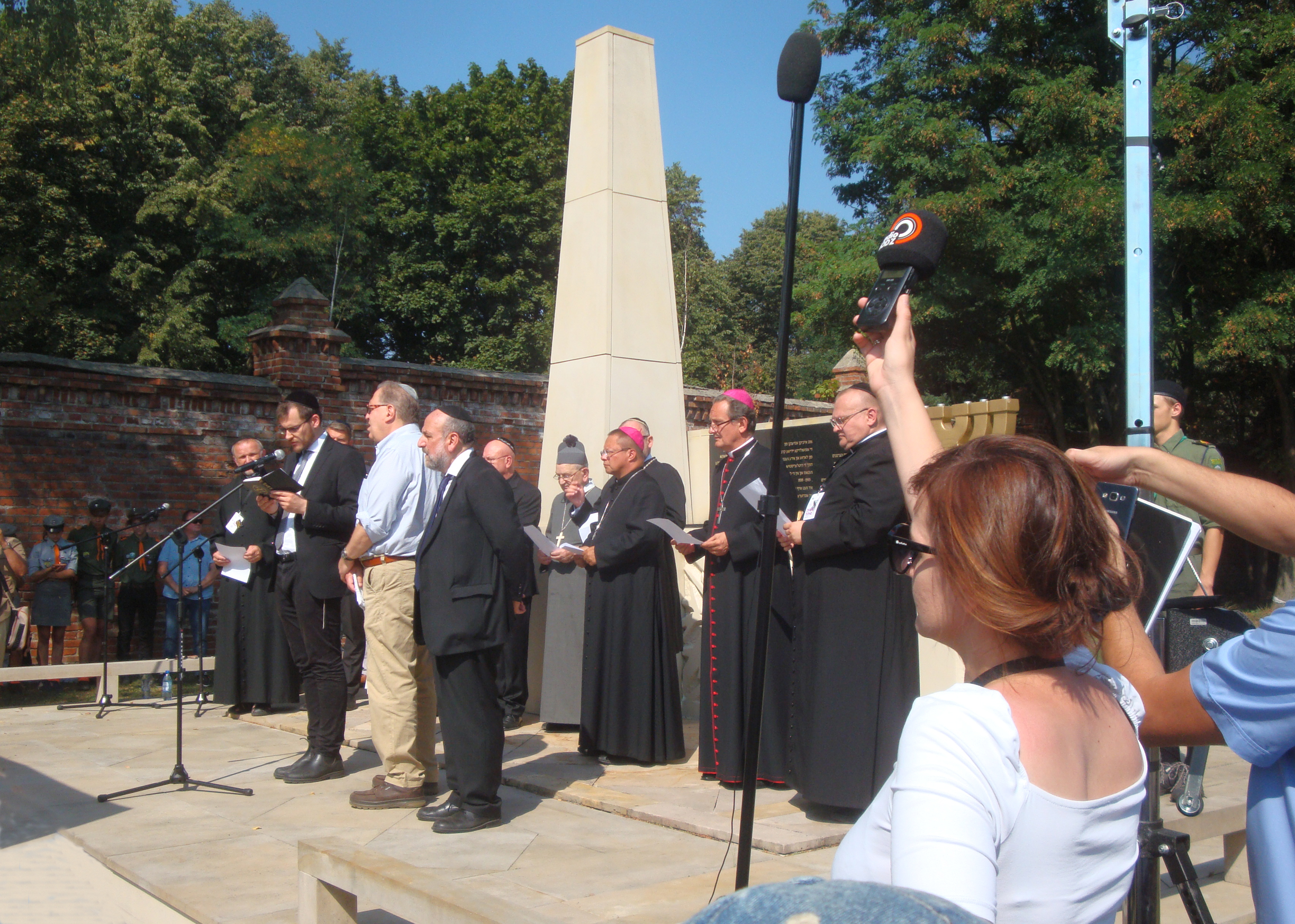
Rafał Markowski w czasie modlitwy ekumenicznej podczas obchodów 75. rocznicy likwidacji getta łódzkiego (2019)

Rafał Maciej Markowski (ur. 16 kwietnia 1958 w Józefowie) – polski duchowny rzymskokatolicki, doktor habilitowany nauk teologicznych, biskup pomocniczy warszawski od 2013. Młodszy brat muzyka Grzegorza Markowskiego.

## Życiorys
Urodził się 16 kwietnia 1958 w Józefowie jako trzeci z czterech synów Andrzeja i Barbary, brat Grzegorza, wokalisty zespołu Perfect. Egzamin dojrzałości złożył w 1976 w Niższym Seminarium Duchownym w Płocku. W latach 1976–1982 odbył studia filozoficzno-teologiczne w Wyższym Metropolitalnym Seminarium Duchownym w Warszawie. 6 czerwca 1982 został w archikatedrze warszawskiej wyświęcony na prezbitera przez prymasa Polski Józefa Glempa. Od 1985 do 1991 kontynuował studia na Akademii Teologii Katolickiej w Warszawie. W 1991 uzyskał doktorat z nauk teologicznych w zakresie historii religii na podstawie dysertacji Pojęcie sunnickiej społeczności muzułmańskiej (umma) w ujęciu porównawczym ze współczesną katolicką koncepcją Kościoła. Habilitację z nauk teologicznych w zakresie teologii religii otrzymał w 2014 na Wydziale Teologicznym Uniwersytetu Kardynała Stefana Wyszyńskiego w Warszawie.
W latach 1982–1985 pracował jako wikariusz w parafii św. Mikołaja w Warce, następnie od 1985 do 1987 był rezydentem w parafii Wniebowzięcia Najświętszej Maryi Panny w Konstancinie. W latach 1993–2002 pełnił funkcję dyrektora Radia Józef, które zorganizował. W 2002 został mianowany rektorem kościoła Matki Bożej Jerozolimskiej w Warszawie. W 2008 został powołany na stanowisko rzecznika prasowego archidiecezji warszawskiej i dyrektora Archidiecezjalnego Centrum Informacji, zaś w 2012 objął urząd administratora Domu Arcybiskupów Warszawskich. W 2006 został członkiem Komitetu ds. Dialogu z Religiami Niechrześcijańskimi, wchodzącego w skład Rady Konferencji Episkopatu Polski ds. Dialogu Religijnego. W 1999 otrzymał godność kapelana Jego Świątobliwości.
W latach 1987–1993 pełnił funkcję prefekta w Wyższym Metropolitalnym Seminarium Duchownym w Warszawie. W 1992 został wykładowcą nauk religioznawczych na Wydziale Teologicznym Akademii Teologii Katolickiej w Warszawie (następnie Uniwersytetu Kardynała Stefana Wyszyńskiego), gdzie w 1997 objął stanowisko adiunkta przy Katedrze Fenomenologii Religii. Ponadto podjął wykłady z religioznawstwa w Papieskim Wydziale Teologicznym w Warszawie oraz w Wyższym Metropolitalnym Seminarium Duchownym w Warszawie. W 2007 został członkiem Warszawskiego Towarzystwa Teologicznego im. Księdza Romana Archutowskiego.
4 listopada 2013 papież Franciszek mianował go biskupem pomocniczym archidiecezji warszawskiej ze stolicą tytularną Obby. Święcenia biskupie przyjął 7 grudnia 2013 w bazylice archikatedralnej św. Jana Chrzciciela w Warszawie. Udzielił mu ich kardynał Kazimierz Nycz, arcybiskup metropolita warszawski, z towarzyszeniem arcybiskupa Celestina Migliorego, nuncjusza apostolskiego w Polsce, i Kazimierza Romaniuka, emerytowanego biskupa diecezjalnego diecezji warszawsko-praskiej. Jako zawołanie biskupie przyjął słowa Jezu ufam Tobie. W archidiecezji warszawskiej objął urząd wikariusza generalnego. Zostały mu przydzielone sprawy finansowe, administracyjno-gospodarcze, inwestycyjne (w tym dotyczące budownictwa sakralnego), a także nadzór nad  archidiecezjalnym Caritasem. W jego kompetencjach znalazły się również sprawy personalne księży o stażu kapłańskim powyżej 15 lat niebędących proboszczami oraz księży seniorów. W latach 2019–2021 pełnił funkcję przewodniczącego komitetu ds. organizacji uroczystości beatyfikacyjnych prymasa Stefana Wyszyńskiego i matki Elżbiety Róży Czackiej.
W ramach prac Konferencji Episkopatu Polski w 2014 wszedł w skład Rady ds. Kultury i Ochrony Dziedzictwa Kulturowego, w latach 2016–2022 był przewodniczącym Rady ds. Dialogu Religijnego i Komitetu ds. Dialogu z Judaizmem, a w 2022 został przewodniczącym Rady ds. Środków Społecznego Przekazu (w 2023 przemianowanej na Radę ds. Mediów i Komunikacji Społecznej). Ponadto w 2021 został członkiem Rady Fundacji na Rzecz Wymiany Informacji Katolickiej oraz Rady Programowej KAI.
Został ambasadorem zorganizowanych w 2016 w Krakowie Światowych Dni Młodzieży.